# Джанфранко Киарини
Джанфранко Киарини (роден на 8 януари 1966 г.) е знаменит италиански шеф готвач, хранителен инженер, телевизионна личност и ресторантьор.
Кариерата му включва ресторанти със звезда Мишлен, круизни линии, луксозни хотели и курорти, ресторантьор, кулинарен консултант, телевизионен шеф-готвач, шеф-готвач на президенти и кралски особи, шеф-готвач за изследвания и разработки за компании за масово производство на храни в Европа, Близкия изток и Африка, консултант по по приложението на хранителни технологии, учител по кулинария и писател на книги. Освен това Киарини говори седем езика: английски, италиански, испански, френски, португалски, немски и арабски. Тези разновидности на езици го превърнаха в междукултурен готвач, което му позволи да премине към много страни и кулинарни стилове в международен план.

## Биография
Джанфранко Киарини е роден във Ферара, Италия, и е израснал в мултикултурна среда с италианско-колумбийски произход, израствайки между Италия, Венецуела и Съединените щати.

### Ранни години
Киарини се занимава с музика в ранните си години, първо като рок певец в пъбове и нощни клубове, насочени към американски рок групи. Когато Киарини се отегчава от кариерата си в рок музиката, той става певец с награждаваната латино-поп група Barranco Mix.  Тази група е била широко известна в испано- и англоговорещите страни в Америка и Европа. Групата свири в шоуто на Johnny Canales  в Корпус Кристи, Тексас с легендарната кралица на tejano, Селена и съвременната рок група Maná. Barranco също така стана откриващата група на Feria de Cali  в Колумбия, където се представят много знаменитости от света на салса музиката. През 1994 г. групата печели три награди Ronda  и е номинирана за наградите Latin Grammy. Групата също е наградена с двойно платинено  признание за надхвърляне на милион продажби в Съединените щати, Колумбия, Мексико и Венецуела. Групата има договори за запис с Polygram Latino  в Съединените щати и Северна Америка, Sonolux в Колумбия, Sonografica във Венецуела. Киарини се изявява като един от водещите вокали на групата от 1993 до 1996 г. След това той се оттегли от музикалната си кариера и се върна към кариерата си на готвач.

### Шеф-готвач
През 1986 г. младият Киарини се записва в Instituto de Alta Gastronomia de Каракас Венецуела, който е затворен поради политически дисбаланси в страната. През 1996 г. той решава да се върне в Съединените щати, където се записва в Питсбъргския кулинарен институт, клон на световноизвестния Le Cordon Bleu. След дипломирането си той се премества във Франция, където се записва в Le Cordon Bleu Paris, едно от най-амбициозните и престижни кулинарни училища в Европа. Киарини работи под ръководството на майстори като главен готвач Ален Дютурние – собственик на Carré des Feuillants (*** звезди Мишлен ), а по-късно, докато е в Рим, Италия, работи под ръководството на енигматичния главен готвач Хайнц Бек в ресторант La Pergola (***звезди Мишлен), и във Ферара, Италия, работещ за ресторанти от най-високо ниво като Antichi Sapori и Hostaria Savonarola като су-готвач. Преместването отново стана неизбежно, когато ресторант The Pirsch Mühle (* звезда Мишлен) в Германия му предложи възможността да управлява кухнята заедно с главния готвач и собственик, С. Лейполд. В началото на 2000 г. Chiarini решава да се премести в Близкия изток, започвайки с хотели Intercontinental, Al Bustan Palace и Shangri-La Hotels. По-късно се премества в Бахрейн и разработва кулинарни концепции за хотели Mövenpick и Marriott. Следващата му цел беше Кувейт, където той ангажира изцяло кулинарната си кариера като готвач в Marriott Hotels. В Кувейт Киарини развива близки отношения с покойния шейх Джабер Ал-Ахмад Ал-Джабер Ал-Сабах, където създава екзотични вечери за семейството. Там той става широко известен като знаменитост в телевизионния готвач, с излъчващия канал “ Al Rai TV ”. Киарини участва в повече от 50 готварски предавания. Киарини продължава своето кулинарно пътешествие в Африка с хотелската верига Starwood, в един от най-луксозните и луксозни имоти в Източна Африка ; Sheraton Addis, част от луксозната колекция от хотели Starwood. Етиопия е добре известна като дипломатическата столица на Африка. Тук Chiarini обслужваше личности като; 39-ият президент на Съединените американски щати Джими Картър и първата дама Розалин Картър президентът на Израел Шимон Перес, президентите на (АС) Африканския съюз, включително Муамар ал-Кадаф, и египетският президент Хосни Мубарак. Времето, прекарано в Азия, го е вдъхновило да пътува из целия континент, потапяйки го в храната и усвоявайки културата, което му дава голяма оценка и дълбоко разбиране на азиатската култура. Държави като Китай, Южна Корея, Камбоджа, Виетнам, Тайланд, Малайзия, Сингапур, Япония и Филипините.

## Семейство
На 7 септември 2010 г. Киарини се жени за Анна Кинга Киарини, нутрионист и завършила италианска литература, родена в Слупск, Полша. Двамата са партньори в кулинарна консултантска компания Chiarini Culinary Consultants , която е отворила повече от 200 ресторанта в над 100 страни. Към 2023 г. те живеят в своята ферма от 2 акра в Девино, която същевременно е мястото на най-новия им гурме устойчив и бутиков ресторант на име „Dieci“ 

## Книги и публикации
Трилогията на Киарини, Новият ренесанс на италианската фюжън кухня,  съдържа рецепти, които сливат италианската кулинария с всички континенти по света. По-късно през 2015 г. Киарини публикува Златната колекция от тази трилогия и книга, посветена на родната му Ферара, озаглавена Ferrara Il Gioiello Culinario Nascosto (Ферара скритото кулинарно бижу). Най-накрая през 2020 г. Chiarini публикува Ancient Techniques – Modern Looks, книга, посветена на най-древните техники за готвене, покрита с авангарден външен вид. Киарини е издал общо 6 книги до момента.

## Бутиков ресторант Dieci
Dieci Boutique Restaurant е най-новото творение на Chiarini, в партньорство с Jimmy Beasley. Отворен през 2021 г., Dieci се намира във ферма от 2 акра в провинцията на България и обслужва само 10 гости на вечер за сезонно дегустационно меню от 10 степени. 